# (385445) 2003 QH91
(385445) 2003 QH91 est un objet transneptunien faisant partie des plutinos.

## Caractéristiques
(385445) 2003 QH91 mesure environ 200 km de diamètre.

## Découverte
(385445) 2003 QH91 a été découvert le 24 août 2003.